# Amalie von Sachsen-Hildburghausen
Sophie Amalie Karoline von Sachsen-Hildburghausen (* 21. Juli 1732 in Hildburghausen; † 19. Juni 1799 in Öhringen) war eine Prinzessin von Sachsen-Hildburghausen und durch Heirat Fürstin von Hohenlohe-Neuenstein zu Oehringen.

## Leben
Amalie war das jüngste Kind und die einzige Tochter des Herzogs Ernst Friedrich II. von Sachsen-Hildburghausen (1707–1745) aus dessen Ehe mit Caroline (1700–1758), Tochter des Grafen Philipp Karl von Erbach zu Fürstenau. Damit gehörte sie dem Haus Sachsen-Hildburghausen an.
Sie heiratete am 28. Januar 1749 in Hildburghausen Fürst Ludwig von Hohenlohe-Neuenstein zu Oehringen (1723–1805). Aus dieser Ehe ging der 1754 geborene Sohn Karl Ludwig Friedrich, der jedoch bereits im Jahr darauf verstarb; die Linie Hohenlohe-Neuenstein zu Oehringen starb daher mit Ludwigs Tod aus und fiel an Hohenlohe-Ingelfingen.
Im Jahr 1770 holte Amalie ihren in Hildburghausen in Ungnade gefallenen Bruder Eugen und dessen Frau an den Hof von Öhringen, wo beide bis zu ihrem Tod lebten.
Amalie ist gemeinsam mit ihrem Mann in einer besonderen Ruhestätte der Stiftskirche Öhringen beigesetzt. Hier befindet sich im südlichen Querhaus auch ein Marmorrelief Amalies und ihres Mannes, welches durch den Bildhauer Johann Gottfried Schadow anlässlich der Goldenen Hochzeit des Paares 1799 im Stil des Klassizismus geschaffen wurde.